# Club de Deportes Limache
O Club de Deportes Limache, também conhecido como Deportes Limache, é um clube esportivo localizado em Limache, município da província de Quillota, na região de Valparaíso, no Chile. Foi fundado em 1 de novembro de 2012.
A sua principal atividade é o futebol, sendo que na temporada de 2025 o clube está fazendo sua estreia na primeira divisão do Campeonato Chileno.
O clube manda seus jogos no estádio Gustavo Ocaranza, também situado em Limache, com capacidade aproximada para 3.000 espectadores.
Foi campeão da quinta divisão em 2013, da quarta divisão em 2020 e da terceira divisão em 2023.

## Títulos
| Divisão  | Competição                   | Total | Ano(s) / Temporada(s) | Fonte       |
| -------- | ---------------------------- | ----- | --------------------- | ----------- |
| Terceira | Segunda División Profesional | 1     | 2023                  | [ 4 ]       |
| Quarta   | Tercera División A           | 1     | 2020                  | [ 5 ] [ 6 ] |
| Quinta   | Tercera División B           | 1     | Clausura de 2013      | [ 1 ]       |